# اتحاد بوركينا فاسو لكرة القدم
تأسس اتحاد بوركينا فاسو لكرة القدم في عام 1959 وانضم إلى الإتحاد الدولي لكرة القدم في 1964 وإنضم إلى الاتحاد الإفريقي لكرة القدم في 1964.